# セレナ (女優)
セレナ Serena（本名セレナ・ロビンソン Serena Robinson、1951年2月20日 - ）は、アメリカ合衆国のポルノ女優。彼女はXRCO殿堂のメンバーである。

## 来歴
十代の家出少女セレナは、あるメイクアップアーティストによって見出された。彼女はハスラーやハイソサエティなどの男性誌のモデルを務め、その後映画界に移った。セレナは1970年から1988年にかけて、110本以上のポルノ映画に主演した。彼女はジェイミー・ギリスの1970年代後半のガールフレンドであり、また映画において乱交、BDSM、強姦などの過激な行為も辞さないことで有名だった。
1978年、PLAYBOY誌は他の「トップ・ポルノスター」と共に、彼女のインタビュー記事を公表した。
1979年、彼女はポール・シュレイダー監督・脚本の映画『ハードコアの夜 (Hardcore (film)) 』に出演し、また同年、ブレイク・エドワーズ監督の『テン (10) 』にも出演した（いずれもクレジットはされず）。
彼女は何本かの映画で共演したトーマス・ブラックロードと結婚し（後に離婚）、2人の間にはルーシー・スカイ・ダイアモンド・ブラックロードという娘がいる。
セレナの最後に伝えられた消息によれば、彼女はサンフランシスコ・ベイエリアに住み、アーティストとして働いている。

## 出演作の一部
- 1975年 - 『世界・淫欲トルコ風呂 (Massage Parlor Wife) 』
- 1979年 - 『ディープ・インサイド (Small Town Girls) 』
- 1979年 - 『USAハードパワー (Olympic Fever) 』
- 1979年 - 『U.S.A.セックスマシーン (The Ecstasy Girls) 』
- 1980年 - 『ダーティ性触 (Le Retour des veuves) 』
- 1980年 - 『プラチナ・パラダイス2 (Insatiable) 』
- 1980年 - 『いんらんパフォーマンス/咥える (Aunt Peg) 』
- 1980年 - 『グレート・セ_クス淫熟 (Co-Ed Fever)』
- 1982年 - 『デルタ・ドクター/凌辱 (Inspirations) 』